# Tauchenten
Die Tauchenten (Aythyini) sind eine Tribus der Entenvögel (Anatidae). Sie sind vor allem in Süßwasserhabitaten der Nordhalbkugel verbreitet und erreichen ihre Nahrung im Unterschied zu den gründelnden Schwimmenten, indem sie zum Gewässergrund tauchen.

## Merkmale
Die Tauchenten suchen ihre Nahrung beim Tauchen oder beim Schwimmen unter Wasser. Deshalb ist ihr Körper gedrungener und der Hals kürzer als bei den Schwimmenten. Tauchenten haben zur Erleichterung beim Tauchen einen geringen Auftrieb und liegen deshalb auch recht tief im Wasser. Auch setzen ihre großen Füße weit hinten am Körper an. Das Abfliegen aus dem Wasser fällt den Tauchenten relativ schwer, weshalb sie einen entsprechenden Anlauf nehmen müssen. Trotzdem sind sie sehr gute Flieger.
Obwohl die Männchen oft bunt gefärbt sind, ist ihr Gefieder nicht so prächtig und leuchtend wie das vieler Schwimmenten. Auch bei Tauchenten gibt es einen deutlichen Geschlechtsdimorphismus: Weibchen sind immer unscheinbarer als Männchen gefärbt. Den Tauchenten fehlt der für Schwimmenten charakteristische Flügelspiegel.

## Verbreitung und Lebensraum
Tauchenten bewohnen Süßwasserhabitate. Sie sind mit wenigen Ausnahmen nie an Meeresküsten zu treffen. Da sie ihre Nahrung tauchend erreichen, bewohnen sie auch tiefere Gewässer, die für die gründelnden Schwimmenten ungeeignet sind. Das Verbreitungsgebiet umfasst alle Kontinente außer Antarktika. Die größte Artenvielfalt herrscht jedoch auf der Nordhalbkugel und dort vor allem in Nordamerika.

## Lebensweise
Die Nahrung besteht vor allem aus Pflanzenteilen, daneben auch aus wirbellosen Tieren wie Wasserinsekten, Krebstiere und Weichtiere. Einige Arten ernähren sich fast ausschließlich von Pflanzen, doch mit der Reiherente und der Bergente gibt es auch Arten, die fast exklusiv tierische Nahrung fressen. Obwohl die Nahrung von Tauchenten meistens tauchend erbeutet wird, können sie im flachen Wasser auch wie Schwimmenten gründeln. In größeren Tiefen dienen die Tastsinneszellen auf dem Schnabel zum Aufspüren der Beute, da die Augen hier nutzlos sind.
Ein durchschnittlicher Tauchgang dauert 30 Sekunden, längstens aber 60 Sekunden. Die bevorzugte Tauchtiefe liegt bei 1 bis 3 m. Bei Reiherenten wurden maximale Tauchtiefen von 7 m festgestellt.
Wie Schwimmenten sind auch Tauchenten monogam, aber nur für eine Brutzeit. Noch bevor die Jungen schlüpfen, trennen sich die Paare wieder.

## Systematik
Die Schwestergruppe der Tauchenten sind die Schwimmenten, denen sie in vielen Verhaltensweisen ähnlich sind. Mit der Marmelente wird eine Art hierher gezählt, bei der sich Zoologen nicht immer einig sind, ob sie eine Schwimm- oder eine Tauchente ist, da sie Eigenschaften beider Tribus aufweist. Kear rechnet folgende Arten zu den Tauchenten:
- Gattung Marmaronetta
  - Marmelente, Marmaronetta angustirostris
- Gattung Rhodonessa
  - Rosenkopfente, Rhodonessa caryophyllacea
- Gattung Netta
  - Kolbenente, Netta rufina
  - Rosenschnabelente, Netta peposaca
  - Rotaugenente, Netta erythrophthalma
- Gattung Aythya
  - Riesentafelente, Aythya valisineria
  - Rotkopfente, Aythya americana
  - Tafelente, Aythya ferina
  - Tasmanmoorente, Aythya australis
  - Madagaskarmoorente, Aythya innotata
  - Moorente, Aythya nyroca
  - Baermoorente, Aythya baeri
  - Maoriente, Aythya novaeseelandiae
  - Ringschnabelente, Aythya collaris
  - Reiherente, Aythya fuligula
  - Bergente, Aythya marila
  - Kanadabergente, Aythya affinis